# Палац Санґушків (Краків)
Палац Сангушків — пам'ятка світської архітектури 16 століття, що колись належала родині Сангушків. Знаходиться за адресою: вулиця Францисканська 1 / вулиця Братська 13 у Кракові, Польща. Нині належить Папському університетові Івана Павла ІІ.
Це будівля на чотири прясла компактного силуету, що головним фасадом відкривається до вулиці Францисканської. Свого нинішнього вигляду набула у 1851–1853 роках за проектом берлінського архітектора Плеснера для М. Й. і Г. Розенталів (звідти раніша назва Палац Розенталів). У 1940-х роках палац придбав князь Роман Владислав Сангушко.